# Stijene
A Stijene (magyar fordításban: Sziklák) egy horvát rockzenekar, mely 1978-ban alakult Klis-ben.

## Tagok
- Marin Limić
- Oliver Mandić
- Zorica Kondža
- Vojo Stojanović
- Vesna Ivić
- Maja Blagdan
- Zrinka Čuka
- Ines Žižić
- Izabela Martinović

## Albumaik

### Nagylemezek
- Cementna prašina (1981)
- Jedanaest i petnaest (1982)
- Balkanska korida (1984)
- Da je bolje ne bi valjalo (1994)
- Obećanje (1998)

### Válogatások
- The Best of Stijene, 15 godina, 6 žena Marina Limića (1995)
- Zlatna kolekcija (2009)

### Kislemezek
- Oj, Mosore / Let 1. (1978)
- Sve je neobično ako te volim / Tri svijeta (1980)
- Samo tako / Istina (Vas Šlager Sezone '81) (1981)
- Janice / Trag (1982)

## Külső hivatkozások
- http://rateyourmusic.com/artist/stijene